# Das Bildnis des Dorian Gray (2009)
Das Bildnis des Dorian Gray (Originaltitel: Dorian Gray) ist ein britischer Spielfilm des Regisseurs Oliver Parker. Es handelt sich um eine Verfilmung des Romans Das Bildnis des Dorian Gray von Oscar Wilde. Die Hauptrollen übernahmen Ben Barnes und Colin Firth.

## Handlung
Dorian Gray, ein unverdorbener Jüngling, tritt ins Leben des viktorianischen London ein. Als sein Freund, der Maler Basil Hallward, ein Porträt von ihm fertigt, verspricht er leichtfertig, alles, sogar seine Seele, geben zu wollen, wenn er immer so jugendlich schön bleiben könnte. Tatsächlich verändert er sich von da an nicht mehr, sogar die Narben der in der Kindheit erlittenen Misshandlung sind verschwunden. Der ausschweifende Lebensstil, zu dem ihn sein Gönner Lord Henry Wotton verführt, verändert sein Aussehen genauso wenig wie die Verbrechen, die er bald begeht. Das Porträt aber, das Dorian inzwischen auf dem verschlossenen Dachboden verborgen hält, zeigt sein frühzeitig verlebtes Aussehen mit allen Verletzungen. Das erste Opfer seiner Jugendlichkeit wird seine Geliebte, die Theaterschauspielerin Sibyl Vane. Nachdem er sie verstößt, begeht die von ihm Schwangere Selbstmord. Ihren Bruder Jim, der Dorian deshalb angreift und würgt, lässt Henry in ein Irrenhaus sperren. Nachdem Dorian seinem Freund Basil das Geheimnis offenbart hat, ermordet er Basil und versenkt dessen Leiche in der Themse.
Nach einer Weltreise, während der er sich weiter den Ausschweifungen hingibt, kehrt er desillusioniert, aber äußerlich unverändert nach London zurück. Er lernt Henry Wottons Tochter Emily kennen, in die er sich verliebt. Der Genusssucht überdrüssig, versucht Dorian einen Neuanfang, doch alte Gewohnheiten und alte Feinde verhindern dies. Selbst Henry ist ihm nicht mehr wohlgesinnt. Jim, aus dem Irrenhaus entlassen, erkennt Dorian wieder. Bei der ersten Begegnung kann Dorian sich mit Verweis auf sein jugendliches Aussehen herausreden, doch verliert er dabei das Zigarettenetui mit seinem eingravierten Namen. Bei der nächsten Begegnung schießt Jim auf ihn. Dorian kann in die Metropolitan Railway flüchten, wo Jim von einem Zug überrollt wird. Dorian läuft zu Emily und findet dort Trost. Henry lehnt die Verbindung seiner Tochter jedoch ab. Nachdem er auf einem alten Foto Veränderungen an dem Porträt entdeckt, versucht er das Geheimnis des Dorian Gray zu ergründen.
Da Dorian und Emily nach New York City auswandern wollen, nutzt er eine Abschiedsparty, um sich ins Haus von Dorian zu schleichen. Er findet das Gemälde, wird jedoch von Dorian gestellt. Beim anschließenden Kampf entdeckt Henry den blutverkrusteten Schal von Basil. Es gelingt ihm, während des Kampfes das Bild zu enthüllen, es zeigt das verlebte, zu abschreckender Hässlichkeit verfallene, von Maden zerfressene Gesicht von Dorian. Henry zündet das Porträt an, sperrt Dorian ein und öffnet zusätzlich eine Gasleitung. Dorian zersticht sein Abbild und stirbt in den Flammen, während sich sein Aussehen langsam in das des Bildnisses verändert, das Bild jedoch wieder den ursprünglichen jungen Dorian Gray zeigt. Henry, zu dem Emily jeden Kontakt abgebrochen hat, sperrt das Bild auf seinem eigenen Dachboden ein.

## Produktion
Das Bildnis des Dorian Gray wurde von Sommer bis Oktober 2008 gedreht. Drehorte waren die Ealing Studios und verschiedene Orte in London. Die National Lottery teilfinanzierte den Film mit 500.000 Pfund über den UK Film Council.
Der Film lief am 9. September 2009 im Vereinigten Königreich an und spielte bis zum 6. Dezember 2009 rund drei Millionen Pfund ein. In Deutschland kam er am 15. April 2010 in die Kinos. Mit rund zwei Monaten Verspätung startete das Filmdrama am 10. Juni 2010 in den österreichischen Kinos.

## Kritik
Die Filmzeitschrift Cinema schreibt: „Oliver Parker […] hält sich halbwegs an die Struktur der Vorlage, doch seine uninspirierte Adaption streift die philosophischen Ideen des Buches nur am Rande und setzt stattdessen auf billige Schockeffekte. Die kraftlose Inszenierung und die blassen Darsteller tragen diesen Klassiker der Weltliteratur zu Grabe, statt ihn neu zu beleben.“
Filmstarts.de meint: „Das Bildnis des Dorian Gray ist oberflächlicher und schauderhaft reaktionärer Gothic-Horror, der die Narzissmus-Parabel des Originals bloß noch andeutet, mit einer spielfreudigen Nebendarsteller-Riege und schicker Ausstattung aber immerhin seicht unterhält.“
Auf Deutschlandradio Kultur heißt es über die Verfilmung der Romanvorlage: „[…] nun kommt ein neuer britischer Film in die Kinos, der vor allem mit viel Special Effects versucht, eine jüngere Generation anzusprechen. Oliver Parker hat sich dabei vor allem gegen Ende ein wenig übernommen. Er klotzt zu viel und kleckert zu wenig.“
Der Spiegel urteilt in seiner Rezension: „Die neueste Verfilmung des Oscar-Wilde-Klassikers Das Bildnis des Dorian Gray versucht sich als edler Horrorfilm, scheitert aber schon an der Besetzung der Hauptrolle“. Weiterhin heißt es in der Filmkritik des Spiegels: „Da hilft es wenig, dass Regisseur Parker das Ganze als prächtig ausgestatteten Edelhorrorfilm stylt und ein paar gelungene Gruselmomente und einige demonstrativ geschmackvolle Sexszenen parat hat. Dieser Film will vor allem gut aussehen – und das tut er – aber er scheint sich kaum für das Innenleben seiner Hauptfigur zu interessieren. Es fehlt die Seele.“
Critic.de resümiert in seiner Kritik: „Herausgekommen ist so ein Film, der vom Anspruch her zielgruppenecht Twilight-Niveau erreicht und ästhetisch etwas an Burtons Sweeney Todd erinnert. […] Das sexualisierte Böse offenbart sich in kurz eingeschnittenen SM-Szenen und ähnlich ‚erschütterndem‘ Material, das in seiner Intensität derartig lächerlich ist, dass es einem um die Vorstellungskraft von Autor und Regisseur Angst und Bange[sic!] wird.“